# Monster Rancher
Monster Rancher, conhecido no Japão como Monster Farm (モンスターファーム, Monsutā Fāmu), é um animê baseado na série de videogames de mesmo nome desenvolvida pela Tecmo. O anime tem um total de 73 episódios divididos em três temporadas. A 1ª temporada de 1999 a 2000; a 2ª de 2000 a 2001; e a 3ª de 2001 a 2002.

## Enredo
Monster Rancher conta a história de Genki, um garoto viciado em videogames que ganha como prêmio por ter vencido uma competição um novo jogo que ainda não saiu no mercado.
Mas, para sua surpresa, quando ele tenta jogá-lo, vai parar dentro do jogo, em outro mundo. Lá ele conhece inúmeros personagens.
Nesse mundo, os humanos vivem pacificamente, na maior parte do tempo, com os monstros que lá existem. Esses monstros nascem de discos que podem ser encontrados em todos os tipos de lugares. Para trazê-los à vida, são colocados em santuários especiais. Existem centenas de tipos de monstros, de todos os jeitos, cores e formatos.
Junto de uma garota, Holly, e vários monstros, entre eles Suezo, Mocchi, Lebre, Tigre e Golem, ele descobre um mundo completamente diferente do seu, onde o vilão Moo quer controlar todos os monstros e destruir o mundo, então o grupo sai em busca da Fênix para revive-la.

## Exibição
No Brasil, Monster Rancher estreou no dia 18 de março de 2000, na Fox Kids. Ainda no mesmo ano, em 9 de outubro, o animê estreou na TV Globinho, onde ficou no ar até 2003 e voltou em 2005. Em 2006, a Band comprou o desenho na volta do Band Kids, junto com A Lenda do Dragão, mas ambos saíram do ar em 2007. Em 2008, a Band passou o animê para a PlayTV e, antes da extinção da rede, o animê era exibido de segunda a sábado às 19h. Com o fim da PlayTV, entrou no ar a Rede 21, que continuou com o animê às 19h, no programa FanPix, onde exibiam dois episódios por dia. Em Portugal, onde não chegou a passar a 3ª temporada, foi exibido primeiro na RTP 1, na RTP 2 e, mais tarde, na SIC com uma dobragem diferente, depois no Canal Panda, e por fim no Panda Biggs.

## Personagens

### Personagens Principais
• Genki Sakura: Um garoto de 11 anos corajoso e esperto que após rodar um disco de videogame do jogo Monster Rancher é transportado para um novo mundo cheio de monstros onde vive uma aventura fantástica. Luta contra alguns monstros ao lado de seus amigos. Parece ser secretamente apaixonado por Holly.
• Holly: É uma garota que tenta combater Moo, que matou seu pai, mas como ele é poderoso ela vai em busca do disco da Fênix (o único que pode derrota-lo) e possui uma Pedra Mágica que a guia. Não se sabe se ela e Genki tem um interesse amoroso um pelo outro, porém Genki parece ser apaixonado por ela.
• Mocchi: É um pinguim com uma couraça verde, é o melhor amigo de Genki seus ataques são Tempestade de Petalas e Canhão Mocchi e na terceira temporad recebe um novo golpe o ataque de aurora. Ele surgiu quando Holly colocou um disco para reviver uma criatura, o disco era de Genki e trouxe o garoto ao mundo do jogo. Forma a alma da Fênix.
• Suezo: Uma criatura amarela de um olho só, que perdeu seu vilarejo e sua irmã quando Moo o atacou, por isso Suezo quer vingança contra Moo. É engraçado e divertido. Forma a alma da Fênix.
• Golem: Um Monstro de pedra que se une ao grupo de Genki. Golem é bem forte, porém tem medo de água (pois sendo feito de pedra, Golem afunda). Forma a alma da Fênix.
• Tigre dos Ventos: É um lobo azul que usa ataques elétricos e que liderava um alcatéia que foi capturada junto com seu irmãos pelos capangas de Moo depois se uniu ao grupo de Genki. Vive brigando com Hare, pois ele já foi um ladrão e por isso Tigre não confia muito nele. Seu irmão, ~Lobo Cinzento, também é seu rival. Forma a alma da Fênix.
• Lebre: Uma lebre que vivia de pequenos golpes até se unir ao grupo de Genki. Antes de começar a lutar contra Moo, Hare fazia parceira com Lebre Bonita (amiga dele, que Hare secretamente é apaixonado) e Lebre Selvagem (parceiro). Tigre vive brigando com Hare por causa do passado dele de ladrão. Forma a alma da Fênix.
• Moo: O vilão do anime, malvado e forte, só pode ser derrotado por Fênix. Tenta ser derrotado por vários monstros, mas Moo é tão poderoso que apenas a Fênix pode derrota-lo. É o pai de Holly, que foi tomado pelo poder negro de Moo. Seu verdadeiro corpo (que se parece com um dragão) prova ser um "alter-ego" quando Moo o controla e é destruído, o corpo dele ganha vontade própria.
• Fênix: É a única criatura que pode derrotar Moo. Aparece no episódio 46 quando encontram seu corpo e no final da história. No episódio 48 também descobrem que os cinco monstros amigos de Genki e Holly (Mocchi, Suezo, Golem, Tigre e Hare) formam a alma da Fênix.
• Pixie: Uma aliada de Moo, que passa a ser aliada de Holly e Genki depois de um episódio.
• Big Blue/Blue Mountain: Um aliado de Moo que se parece bastante com Golem, que passa a ser aliado de Holly e Genki depois de um episódio.

### Outros
• Naga:Naga atacaram o vilarejo de Holly. Ele é visto pela primeira vez no episódio 7, ao lado Moo e os outros três integrantes do Bad Big Four, Pixie, Gali e Lobo Cinzento. No episódio 28, Cabalos informou que Lobo foi derrotado e pediu para se juntar à sua equipa (curiosamente, um Cabalos faz parte do tigre, parte Naga). Naga jogou para fora da janela e chamou Pedra do Dragão, que foi morto pelo Pandoras Color. Seus servos, o Arrowheads jells e foram derrotados. Ele enviou o gato Tainted Brothers para parar o Searchers, mas depois volta boa. Forte servo Naga é Bajarl, que está preso pelo bando.
Quando descobre, através de Suezo Pixie e Big Blue, que Naga é o último dos quatro grandes maus, eles decidem invadir o castelo Naga. Durante a invasão, Golem, a Big Blue, Tigre, Lebre e são separados Genki, Holly, Mocchi e Suezo, lutando contra monstros. Genki, Holly, Mocchi e Suezo chegar câmara Naga onde Suezo tenta assumir Naga-se e gere a pontuação de alguns golpes usando Teleport, mas é bater. Mocchi Mocchi usa o canhão, mas Naga uniformemente compara com um tiro Mística. Então Naga gira em torno de Holly, que retira sua adaga, e ela percebe que Moo (que se fundiu com o pai), ordenou o ataque à sua aldeia. Antes Naga pode matar Holly, no entanto, Mocchi hits Naga nas costas com um canhão de Mocchi, quebrando-o em uma parede, que se desintegra abaixo dele deixando-o pendurado por sua vida ao longo da borda do seu castelo. Apesar de Genki, Holly, Mocchi, e (com muita relutância) Suezo tentou salvá-lo, ele escolheu, em vez de se soltar e cair para sua morte.
O episódio em que ele foi derrotado, Batalha com o Bad Big Four, foi ignorada pelo canal Fox, seja por suicídio ou Naga Holly apontando o punhal no Naga.
Na 3 ª temporada, ele foi ressuscitado como um monstro purificado e concorreu ao lado de Mocchi no torneio contra a Gali e Sandy. Naga lutou Gali, que parecia ter a vantagem, mas com Suezo aplaudi-lo e dar-lhe energia, Naga foi capaz de derrotar Gali usando o seu ataque Tiro Mistiro.
• Lobo Cinzento: Um lobo cinza e irmão mais novo de Tigre. Já foi aliado de Moo, mas quando foi derrotado, seu disco foi achado por uma garota que agora cuida de Grey Wolf. Quando se reencontra com seu irmão, Tigre acaba complicando bastante sua relação com Lobo Cinzento.
• Jells: São alguns dos mais comuns exércitos de Moo, que geralmente tentam impedir Genki e os outros. São relativamente fracos.
• General Durahan: Vilão da última temporada do anime. A princípio era um dos mais poderosos aliados de Moo, até que a traição de uma das aliadas de Durahan quase custou sua vida, acreditava-se que Durahan tinha morrido na queda de seu avião porém ele tinha sobrevivido e começou uma busca pelo disco de Moo.
• Dinos Negros:Acima da média em todas as áreas. Não confie em ninguém, embora.
aparece no episódio 01 "O Início".
• Verme:é semelhante ao seu nome, só eles têm grandes presas e uma cauda que pode jorrar veneno ou uma grande subida.É o monstro de allan que ele maltratava-o,mas no fim do episódio 04 "Verme Eterno"Allan cuidou bem dele.
• As Irmães Ervas:São três monstros femininos que lembram as ervas daninhas. Um deles foi morto por Genki com uma pedra, e os outros dois foram mortos fora de campo por Allan, após estes terem matado seu Verme drenando sua energia,elas aparecem também no episodio 04 "Verme Eterno".
• Dentos:Um cão com uma "mordida" verdadeira para a batalha.Ele é uma espécie de tigre de escamas verdes.Os dentos aparecem no episódio 05 "Tigre dos Ventos".
• Dentons:Ele vai acertar um adversário vindo do nada.Ele é uma espécie de tigre de três cores:vermelho,rosa e amarelo.também aparecem no episódio 05 "Tigre dos Ventos"
• Dinos:Um monstro que se assemelha a uma versão estilizada de T-Rex verdes do tamanho de um Deinonychus.aparce também no episódio 05 "Tigre dos Ventos".
• Lebres maus:São lebres pretas que trabalham para o moo,tentaaram testruir a barragem no episódio 07 "Os Sete Corajosos.

## Episódios

### Primeira temporada (de agosto a dezembro de 1999)
- 1 - O Início
- 2 - Sou Mocchi
- 3 - Guardião dos Discos, Golem
- 4 - Verme Eterno
- 5 - Tigre dos Ventos
- 6 - O Truque da Lebre
- 7 - Os Sete Corajosos
- 8 - Depois da Chuva
- 9 - O Pássaro de Ferro
- 10 - O Segredo das Ruínas
- 11 - A Derrota de Pixie
- 12 - História de Monol
- 13 - A Revelação de Moo
- 14 - O Resgate de Holly
- 15 - Uma Nova Partida
- 16 - Grande Batalha no Mar
- 17 - Aventura Subterrânea
- 18 - Nosso Eterno Amigo Henger
- 19 - A Arma Secreta de Suezo
- 20 - Meu Nome é Pixie
- 21 - O Canhão Mocchi
- 22 - Corra, Tigre, Corra!
- 23 - Não Desista, Ducken!
- 24 - Lago Undine
- 25 - Guerreiros das Ruínas
- 26 - Melcarba

### Segunda temporada (de setembro de 2000 a fevereiro de 2001)
- 27 - A Destino de Tigre
- 28 - Cor, Pandora: A Guardiã da Floresta
- 29 - Adeus, Meu Amigo
- 30 - Baby Bossy
- 31 - Parque de Diversões em Ruínas
- 32 - Um Milhão de Ouro pelo Sorriso de Holly!
- 33 - Batalha no Campo
- 34 - A Cidade que Desapareceu
- 35 - A Batalha com os 4 Grandes Maus
- 36 - Aventura de Eve's
- 37 - O Aniversário de Holly
- 38 - O Perverso General Durahan
- 39 - Adeus Baku
- 40 - O Segredo da Pedra Mágica
- 41 - Tigre Enfrenta seu Igual
- 42 - Os Guerreiros do Espaço
- 43 - Renocraft, O Assassino da Areia
- 44 - A Luta Pedra Mágica
- 45 - O Fim de Durahan
- 46 - Segredos Gelados de Jill's
- 47 - Lágrimas
- 48 - Céu Azul

### Terceira temporada (de setembro de 2001 a janeiro de 2002)
- 49 - Volta para Monster Rancher
- 50 - Em Busca da Copa
- 51 - Batalha da Copa do Principiante
- 52 - Salvo por uma Lebre
- 53 - Os Poderosos Irmãos Wondar
- 54 - Tigre e o Desafio da Copa Mandy
- 55 - O Desaparecimento da Lebre
- 56 - Perdido no mar: o desaparecimento do disco do Mistério
- 57 - Fúria de Suezo: quer o grande premio M-1
- 58 - Vale Tudo no amor e no Taxis
- 59 - O Conselo de Allan
- 60 - A Copa do Vencedor - O Dedo Caprichoso do Destino
- 61 - Pink Jill:O Salvamento
- 62 - Encontro com os Piratas Fantasmas
- 63 - A Copa do Mundo de Monstros - Naga volta
- 64 - Lenda do Grande Most Brancos
- 65 - Shogun o Poderoso
- 66 - Irmãos em: Os 4 Grandes
- 67 - Golem Cozinheiro
- 68 - Granity Lutadora
- 69 - Mum Mew Arrisca Tudo
- 70 - A Copa da Lenda Mucchi VS Poritoka
- 71 - A Copa da Lenda Mucchi VS Most
- 72 - Reunião
- 73 - A Batalha Final